# 張蚝
張 蚝（ちょう こう、生没年不詳）は、五胡十六国時代の前秦の武将である。上党郡泫氏県（現在の山西省晋城市高平市）の人。本姓は弓氏である。鄧羌と共に「万人の敵」と恐れられた。

## 生涯

### 張平の養子
若い頃から身体能力に優れ、牛を引いて走るほどの筋力と、城壁を飛び越えることができるほどの敏捷性を持ち合わせていた。
并州の軍閥である張平よりその才能を愛され、やがて養子として迎え入れられてその姓を弓から張へ改めた。
ある時を境に張蚝は張平の妾と密通するようになっていたが、張平に露見してしまい、張平から大いに責められることとなった。張蚝は自らの行いを大いに恥じ、自分の手で性器を切除することで誠意を示した。これにより彼は宦官となった。
張平は元々後趙の并州刺史だったが、冉閔の乱に乗じて離反し、新興・雁門・西河・太原・上党・上郡の地を領有し半独立体制を築いていた。
358年2月、前秦の苻堅が自ら兵を率いて張平討伐に乗り出し、汾上まで進出した。張平の命により、張蚝は出撃してこれを迎え撃ち、前鋒都督鄧羌と10日間に渡って攻防を繰り広げ、互いに一歩も譲らなかった。3月、苻堅が汾水近くの銅壁まで軍を進めると、張平は全軍を挙げて決戦を挑んだ、張蚝は単身で馬に跨って出撃すると、大声を張り上げながら四・五回にわたって前秦の兵陣へ突撃し、大いに荒らし回った。苻堅は張蚝の武勇に惚れ込み、諸将へ生け捕りにするよう命じ、成功した者には褒賞を約束した。これを受け、鷹揚将軍呂光が張蚝に斬りかかって傷を負わせ、その隙に鄧羌が彼を取り押さえた。こうして張蚝は捕縛されると、苻堅の下へ送られた。張平は張蚝が囚われたと聞いて戦意喪失し、苻堅に降伏した。張蚝は苻堅より抜擢を受け、虎賁中郎将に任じられた。
養父の張平もまた同じく前秦に仕えることとなったが、彼は臣従と離反を繰り返していたことから361年に苻堅に討伐された。その後も張蚝は変わらず前秦へ仕えた。
苻堅は張蚝の武勇に大いに期待を掛けており、その寵愛ぶりには目を見張るものがあったという。彼は前秦随一の猛将といわれた鄧羌と共に、常に苻堅の傍近くに仕えることを許され、国の人は彼らを「万人の敵（一万の兵に匹敵する程の強さ）」と称賛した。
後に広武将軍に昇進した。

### 前秦の勇将
367年10月、上邽の苻双、蒲坂の苻柳が苻堅に反旗を翻した。さらに陝城の苻廋、安定の苻武がこれに呼応して、 共同で長安へと侵攻する準備を始めた。368年1月、苻堅の命を受け、張蚝は楊安と共に軍を進めて苻廋の守る陝城へ侵攻した。12月、張蚝らは陝城を陥落させ、苻廋を捕らえて長安へと護送した。
その後、虎牙将軍に任じられた。
370年6月、苻堅は王猛を総大将に任じて前燕征伐を命じ、張蚝もまたこれに従軍した。7月、楊安が晋陽攻略を開始するも、晋陽は兵も兵糧も十分に有していたため、大いに攻めあぐねた。8月、張蚝は王猛に従って楊安の加勢に到来すると、地下道を掘って晋陽城への進入路を造り、数百人の兵と共にこの地下道を通って城内に侵入した。こうして城内に侵入した張蚝は大声で叫んで城兵を混乱させると、城門を内から押し開いた。これを合図に王猛と楊安の両軍が城内に突入し、晋陽を陥落させた。
10月、王猛率いる前秦軍は潞川まで軍を進め、前燕軍の総大将慕容評率いる40万の軍と対峙した。張蚝は鄧羌・徐成らとともに出陣し、矛を片手に慕容評軍へ突撃を開始した。突撃すること四度、縦横無尽に敵陣を駆け巡り、これにより殺傷された敵兵は数百に上り、日が高くなる頃には戦況は決した。慕容評は大敗を喫し、捕虜や戦死した兵は五万を超えた。さらに張蚝らは執拗なまでに敵軍に追撃を掛け、この追撃により前燕軍は降伏した者の数を含めると十万の兵を失った。
前燕が滅亡すると、功績により張蚝は前将軍に昇進した。
371年1月、東晋の袁瑾が寿春を拠点として反乱を起こした。東晋の大司馬桓温が討伐に乗り出して寿春城を包囲すると、袁瑾は前秦に救援を要請した。苻堅の命により張蚝は王鑒と共に歩兵騎兵合わせて二万を率いて救援に向かい、張蚝は八公山に布陣し、王鑒は洛澗に布陣した。桓温は諸将に命じて両陣営に夜襲を掛けさせ、これを受けて張蚝らは慎城まで撤退した。
後に前禁将軍となった。
376年10月、苻堅は北討大都督苻洛に幽州兵十万を与えて、代王の拓跋什翼犍を攻撃させた。張蚝は倶難・鄧羌らと共に歩兵騎兵合わせて二十万を率いて苻洛軍と合流した。前秦軍は迎え撃ってきた拓跋什翼犍を撃破して弱水に後退させ、さらに追撃を掛けて窘迫に近づくと、拓跋什翼犍は陰山まで軍を退いた。12月、代国内で内乱が起こり、拓跋什翼犍は息子の拓跋寔君に殺害された。そのため、彼の親族らは前秦軍へ亡命し、事の次第を報告した。これを受け、張蚝は李柔と共に兵を率いて雲中へ急行し、拓跋寔君を攻撃したので、代軍は逃潰して国中は大混乱に陥った。張蚝らは瞬く間に雲中郡を攻略し、これにより代は前秦に併呑された。
379年2月、張蚝は并州刺史に任じられ、380年に後将軍に任じられた。
383年5月、東晋の車騎将軍桓沖が10万の兵を率いて前秦に襲来した。輔国将軍楊亮は蜀を攻撃し、五城を次々と陥落させると、涪城にまで迫った。6月、苻堅の命により、張蚝は歩兵校尉姚萇と共に涪城救援に向かった。張蚝らが斜谷を越えると、楊亮軍はその勢いを恐れ、軍を返して撤退した。功績により驍騎将軍に任じられた。
383年8月、苻堅は八十万を超える大軍を率いて南征に出ると、張蚝も慕容垂・苻融らと共に二十五万の兵を率いて前鋒となった。10月、張蚝らは寿春を陥落させ、東晋の平虜将軍徐元喜・安豊郡太守王先を生け捕りとした。 11月、都督謝石・徐州刺史謝玄らは七万の兵を率いて寿春奪還の為に到来すると、張蚝は淝水南岸に進んで謝石軍を撃破した。謝玄は数万の兵を率いて布陣して張蚝軍を待ち構えたが、張蚝はこれに応じず北岸まで軍を引いて陣を布いたので、東晋軍は淝水を渡ることができなかった。
その後、両軍は淝水を挟んでにらみ合いの状態となると、苻堅は軍を後退させる振りをして東晋軍を河に誘い出そうとしたが、尚書朱序が寝返って陣の後方より大声を挙げて「秦兵は敗れた！」と叫び回ったので、東晋軍が近づいても後退に歯止めが利かなくなってしまった。東晋軍は渡河を果たすと前秦軍へ突撃を掛け、前秦は記録的な大敗を喫し、その軍は崩壊した。ただその中にあって、張蚝は謝石軍の侵攻を阻んでその軍を後退させている。
その後、大敗を喫した苻堅が洛陽に退却すると、張蚝は羽林兵五千を率いて并州へと向かい、変事に備えた。その後、晋陽に拠った。
384年10月、慕容垂が前秦に背いて鄴城を包囲すると、苻丕は張蚝へ救援を要請したが、晋陽の兵が少なかったために応じなかった。
385年8月、苻丕が鄴城を放棄すると、張蚝は彼を晋陽に迎え入れた。9月、苻丕が皇帝に即位すると、張蚝は侍中・司空に任じられ、上党郡公に封じられた。その後、王永の推薦により中軍都督に任じられた。
386年6月、太尉に任じられた。その後の彼の事績は明らかになっていないが、最終的な官位は大将軍に至ったという。

## 評価
明末の文人謝肇淛は「宦官でありながら勇猛を以て知られた人物は、古今を見渡しても彼唯一人である」と述べている。